# Châtenois, Jura
Châtenois är en kommun i departementet Jura i regionen Bourgogne-Franche-Comté i östra Frankrike. Kommunen ligger i kantonen Rochefort-sur-Nenon som tillhör arrondissementet Dole. År 2022 hade Châtenois 412 invånare.

## Befolkningsutveckling
Antalet invånare i kommunen Châtenois
Referens:INSEE